# بن علوي
بن علوي (بالإنجليزية: Ben Alloway؛ مواليد 19 فبراير 1981) هو مُقاتل فنون قتالية مختلطة أسترالي.

## وصلات خارجية
- بن علوي على موقع يو إف سي (الإنجليزية)
- بن علوي على موقع شيردوغ (الإنجليزية)
- بن علوي على موقع Tapology.com (الإنجليزية)
- بن علوي على موقع IMDb (الإنجليزية)